# Santos Mario y compañeros mártires (título cardenalicio)
Santos Mario y compañeros mártires (en latín: Titulus Sanctorum Marii et Sociorum Martyrum) es un título cardenalicio instituido por el Papa Francisco el 7 de diciembre de 2024. El título hace referencia a la iglesia de los Santos Mario y Compañeros Mártires, en La Romanina, sede parroquial desde el 1 de diciembre de 1978.
Desde el 7 de diciembre de 2024, el primer titular es el cardenal marfileño Ignace Bessi Dogbo, arzobispo de Abiyán.

## Titulares
- Ignace Bessi Dogbo, desde el 7 de diciembre de 2024.